# Frozen Roses
『Frozen Roses』（フローズン・ローゼス）は、松任谷由実（ユーミン）の30枚目のオリジナルアルバム。1999年11月17日に東芝EMIからリリースされた（TOCT-24300）。1999年12月20日～2000年7月6日『FROZEN ROSES』コンサートツアーが行われた。

## 解説
- 1984年以来、オリジナルアルバムを年1作のペースでリリースしており、1998年もリリースに向け創作活動を続けていたが、1998年6月にベストアルバム『Neue Musik』の発売が決定し、オリジナルアルバムの発売が延期されることになった。『Neue Musik』には「（オリジナルアルバムは）1999年5月下旬発売予定」と書かれたリーフレットが封入されていたが、その予定も延期されることになり、最終的には前作『スユアの波』より約2年振りとなる1999年11月に発売となった。
- タイトルは、プロデューサーである松任谷正隆が「バラ（ローズ）という言葉を使いたい」との意見が反映され、「たとえもろくても冷たくても、切なさを永遠に留めておきたい」という思いも込められている。
- サウンドとしては前作が松任谷正隆にとって「完成形」であったため、本作ではエンジニアや機材を大幅に刷新して録音されており、インターネット回線を利用したミックス作業などもユーミンの作品として初めて取り入れられた。こうした変化も手伝って、全体的に豪華なアレンジの楽曲が多いアルバムとなっている。アートディレクターは信藤三雄、ジャケットのイラストは大橋歩が手掛けた。
- このアルバムから2006年の『A GIRL IN SUMMER』まで、トム・タッカーをミキサーとして起用している。
- 1999年5月15日に開催された「Internet Home Live vol.1」で「Rāga#3」「Lost Highway」「流星の夜」がいち早くオンエアされた。
- 後に発売されたベストアルバム『sweet, bitter sweet』『SEASONS COLOURS -春夏撰曲集-』『SEASONS COLOURS -秋冬撰曲集-』『日本の恋と、ユーミンと。』『ユーミンからの、恋のうた。』『ユーミン万歳!』には、本作からは一曲も選曲されていない。

## 収録曲

### CD
| 全作詞・作曲: 松任谷由実。 |                                              |            |            |                                 |      |
| #                          | タイトル                                     | 作詞       | 作曲・編曲 | 編曲                            | 時間 |
| 1.                         | 「Now Is On」                                | 松任谷由実 | 松任谷由実 | 松任谷正隆                      | 4:34 |
| 2.                         | 「恋は死んでしまった -The Love Has Died-」   | 松任谷由実 | 松任谷由実 | 松任谷正隆                      | 4:42 |
| 3.                         | 「巻き戻して思い出を -Rewind Our Memories-」 | 松任谷由実 | 松任谷由実 | 松任谷正隆、Jerry Hey           | 4:47 |
| 4.                         | 「Rāga#3」                                   | 松任谷由実 | 松任谷由実 | 松任谷正隆、川口講一            | 5:18 |
| 5.                         | 「Blue Rain Blue」                           | 松任谷由実 | 松任谷由実 | 松任谷正隆、川口講一、Jerry Hey | 5:10 |
| 6.                         | 「Spinning Wheel」                           | 松任谷由実 | 松任谷由実 | 松任谷正隆                      | 3:24 |
| 7.                         | 「Josephine」                                | 松任谷由実 | 松任谷由実 | 松任谷正隆、Jerry Hey           | 3:45 |
| 8.                         | 「Sweet Surrender」                          | 松任谷由実 | 松任谷由実 | 松任谷正隆                      | 3:47 |
| 9.                         | 「8月の日時計 -Bottle Sundail In the Sand-」 | 松任谷由実 | 松任谷由実 | 松任谷正隆                      | 4:45 |
| 10.                        | 「Lost Highway」                             | 松任谷由実 | 松任谷由実 | 松任谷正隆、川口講一            | 5:20 |
| 11.                        | 「流星の夜 -The Night of Meteor Shower-」    | 松任谷由実 | 松任谷由実 | 松任谷正隆                      | 5:01 |

### 楽曲解説
1. Now Is On
アルバム制作の中で最後に制作された曲。
2. 恋は死んでしまった
3. 巻き戻して思い出を
アルバム制作の中で最初に制作された曲。
4. Rāga#3
アルバム発売前に開催されたYUMING SPECTACLE SHANGRILA 1999のために書き下ろされた楽曲。Rāga（ラーガ）とは、インドで使用される非常にきめの細かい旋律的旋法のことであり、#3は本作のアルバムにおいて3番目に録音されたことを指す。楽曲全体がインドを連想させるようなアレンジとなっており、SHANGRILAではバザールを思わせるような演出とともに披露され、イリュージョンが取り入れられた。公式YouTubeチャンネルで視聴可能。
プロモーションビデオも制作されており、SHANGRILAのキャストが出演しているほか、実際の公演からの映像も使用されている。SHANGRILAのDVD版の特典映像として収録されており、公式サイトと公式YouTubeチャンネルで視聴可能。
東芝「DVDプレーヤー キャンペーン・ソング」でもある[2]。
5. Blue Rain Blue
6. Spinning Wheel
1999年4月から1年間、フジテレビ系全国ネット『めざましテレビ』のテーマソングだった。アルバム発売の半年以上前から放送されたため、番組には問い合わせが殺到した。なお松任谷由実は当時、同番組において「松任谷由実選集五七五」コーナーにレギュラー出演していた。「Lost Highway」のカップリング曲でもある。
7. Josephine
元々はこの曲がシングルカットされるという案もあった。
8. Sweet Surrender
ユーミンが言うには、「毎回アルバムに1曲は入る、実験作のひとつ」。
9. 8月の日時計
発売前、一部では「シーガル」という仮タイトルが発表されていた。
10. Lost Highway
SHANGRILA公演で一足先に披露されており、11月3日にアルバムの先行シングルとして発売された。シングルのジャケットもアルバム同様に大橋歩がイラストを手掛け、プロモーションビデオも制作された。なお、このシングルは松任谷由実としては初となる12cmサイズのシングルCDであった。
11. 流星の夜
1998年11月に「しし座流星群」を、松任谷由実が夫妻で自宅のベランダから眺めていたことが作詞に影響した。

## 参加ミュージシャン
- キーボード&プログラミング : 松任谷正隆（#1～#6,#8～#11）
- アコーディオン : 松任谷正隆（#8）
- シンセサイザー・プログラミング : 北城浩志（#1～#6,#8～#11）
- ピアノ : Alan Pasqua（#7）
- ドラム : John Robinson（#2～#4,#8,#10）、Russ Kunkel（#6,#9）、Harvey Mason（#7）
- ベース : Neil Stubenhaus（#1～#5,#8,#10,#11）、Leland Sklar（#6,#9）
- アップライト・ベース : Nathan East（#7）
- モッグ・ベース : Ricky Peterson（#8）
- エレクトリックギター : Dean Parks（#1～#3,#6,#9,#11）、Michael Landau（#4,#8,#10）
- アコースティックギター : Dean Parks（#2,#3,#6）
- ガット・ギター : Dean Parks（#5）
- 12弦ギター : Dean Parks（#9）
- パーカッション : Michael Fisher（#1～#6,#8,#9,#11）
- サキソフォン : Jake H. Conception（#1）、Dan Higgins（#5）
- クラリネット&フルート : Dan Higgins（#7）
- トランペット ：Jerry Hey（#5）、Gary Grant（#5）
- トロンボーン ：Steive Holiman（#3,#5,#7）、Andy Martin（#5,#7）
- フリューゲル・ホルン : Jerry Hey（#3,#7）、Gary Grant（#3,#7）
- フレンチ・ホルン : Brad Warnaar（#7）、Rick Todd（#7）
- ヴァイオリン ：Mario De Leon（#1,#7,#10,#11）、Armen Garabedian（#1,#7,#10,#11）、John Writtenberg（#1,#7,#10,#11）、Charlie Bisharat（#1）、Eve Sprecher（#1）、Gerardo Hilera（#1）、Gary Kuo（#1）、Michele Richards（#1）、Edmund Stein（#1）、Beri Garabedian（#1）、Sid Page（#7,#10,#11）、Harris Goldman（#7,#10,#11）、Peter Kent（#7,#10,#11）、Brian Leonald（#7,#10,#11）、Robert Peterson（#7,#10,#11）、Rachel Purkin（#7,#10,#11）、Haim Shtrum（#7,#10,#11）
- ヴィオラ ：Matthew Funes（#1,#7,#10,#11）、Evan Wilson（#1）、Piotr Jandula（#1）、Denyse Buffum（#7,#10,#11）、Ralph Fielding（#7,#10,#11）、Liene Novog（#7,#10,#11）
- チェロ : Larry Corbett（#1,#7,#10,#11）、Steve Richards（#1）、Rudy Stein（#1）、Suzie Katayama（#7,#10,#11）、Paul Hochhatter（#7,#10,#11）、Christina Soule（#7,#10,#11）
- ハープ : Amy Shulman（#1）
- コーラス : 松任谷由実（#1～#6,#8～#11）、おおたか静流（#4）、木戸泰弘（#9）、比山貴詠史（#9）、広谷順子（#9）、斉藤妙子（#8）、河合夕子（#8）、佐々木久美（#8,#9）
- ラップ : Kardel（#1）